# Sfera tombale

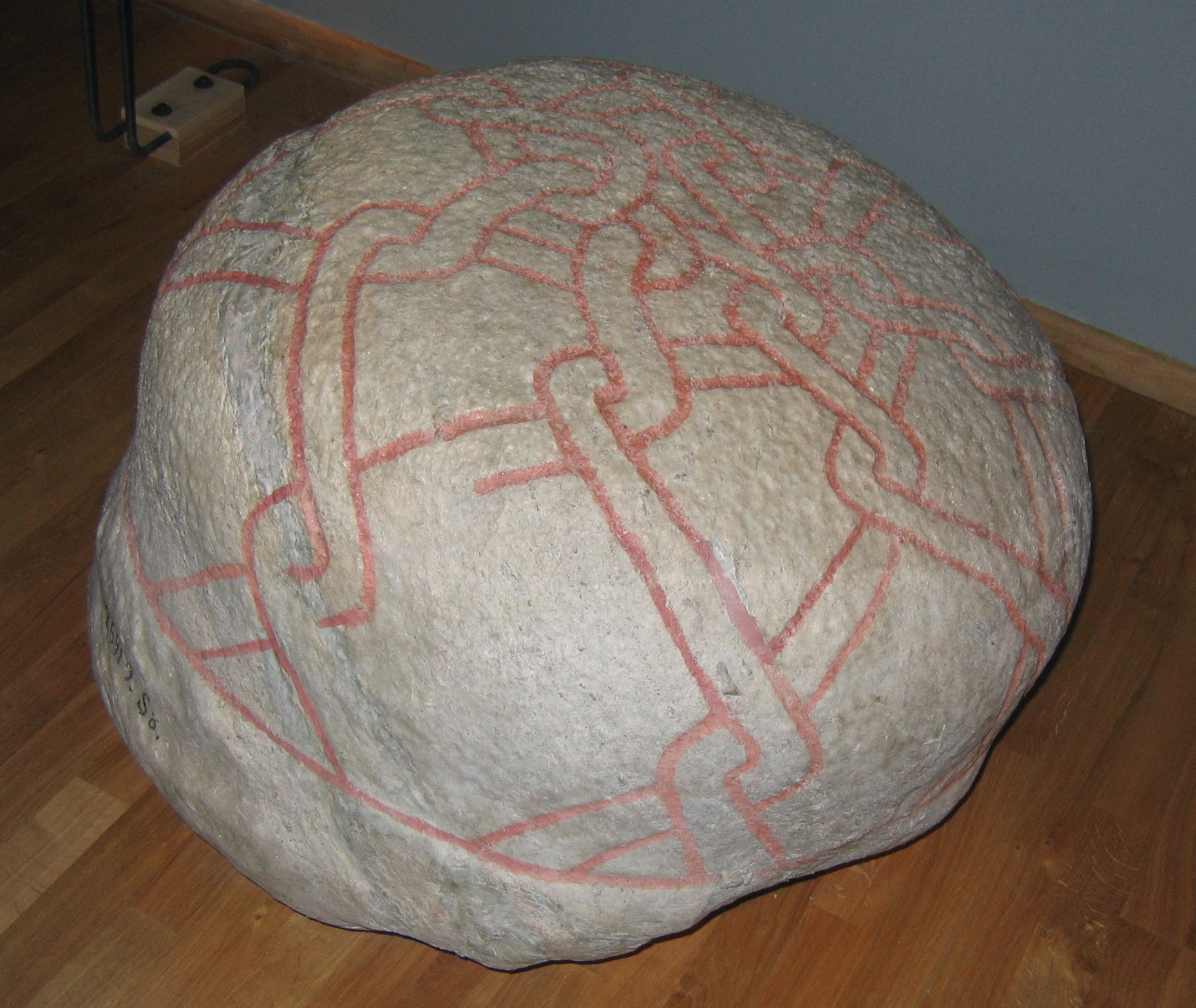
Una sfera tombale nel Museo Storico di Stoccolma.

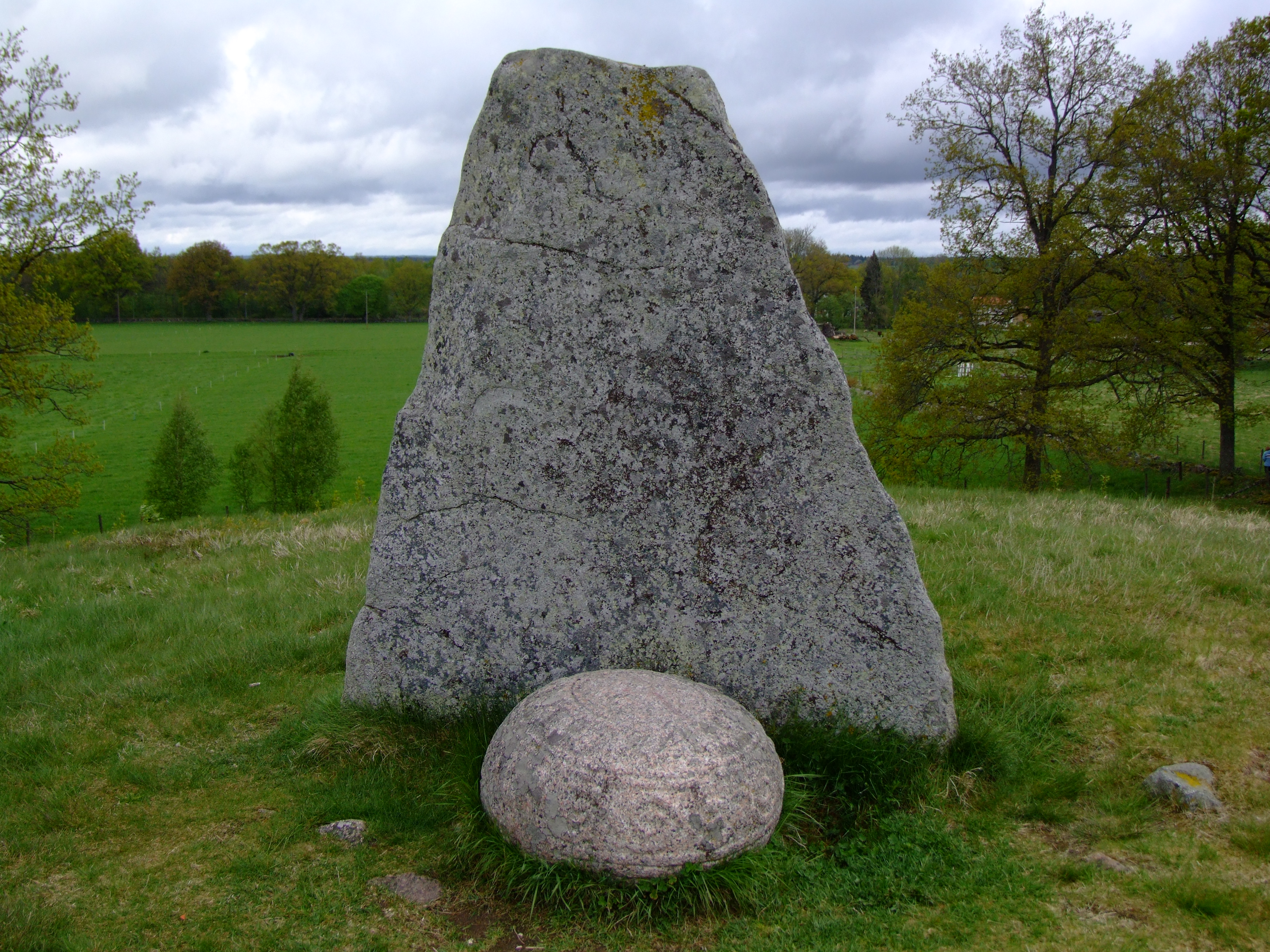
Cippo funerario di Inglinge Hög.

La sfera tombale è una sfera in pietra che veniva posta sulle tombe dei defunti in Scandinavia dall'età del ferro pre-romana fino all'era di Vendel.
Le sfere venivano selezionate per la forma rotonda oppure erano lavorate a mano. Queste erano poi poste al centro del luogo di deposizione. Tumuli, cerchi di pietre e navi di pietra avevano spesso una pietra centrale, e le sfere tombali derivano da questa usanza. Avevano un significato rituale o simbolico.

## La sfera di Ingelstad
Alcune di queste erano impiegate come ornamenti, come la sfera di Inglinge hög (in inglese Barrow of Inglinge) vicino Ingelstad, in Småland (Svezia). Hög deriva dalla parola in lingua norrena haugr traducibile come "monticello" o "tumulo".

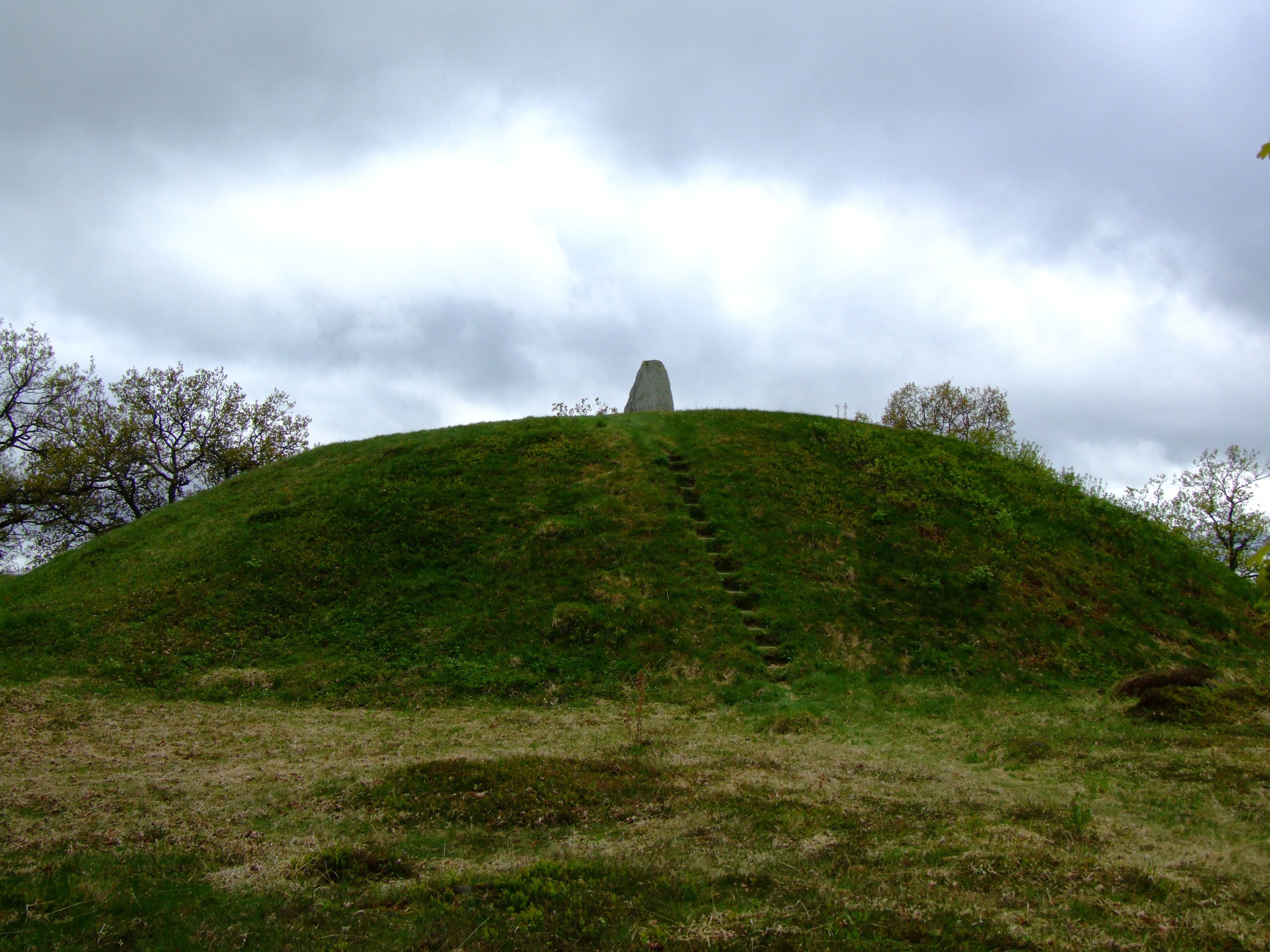
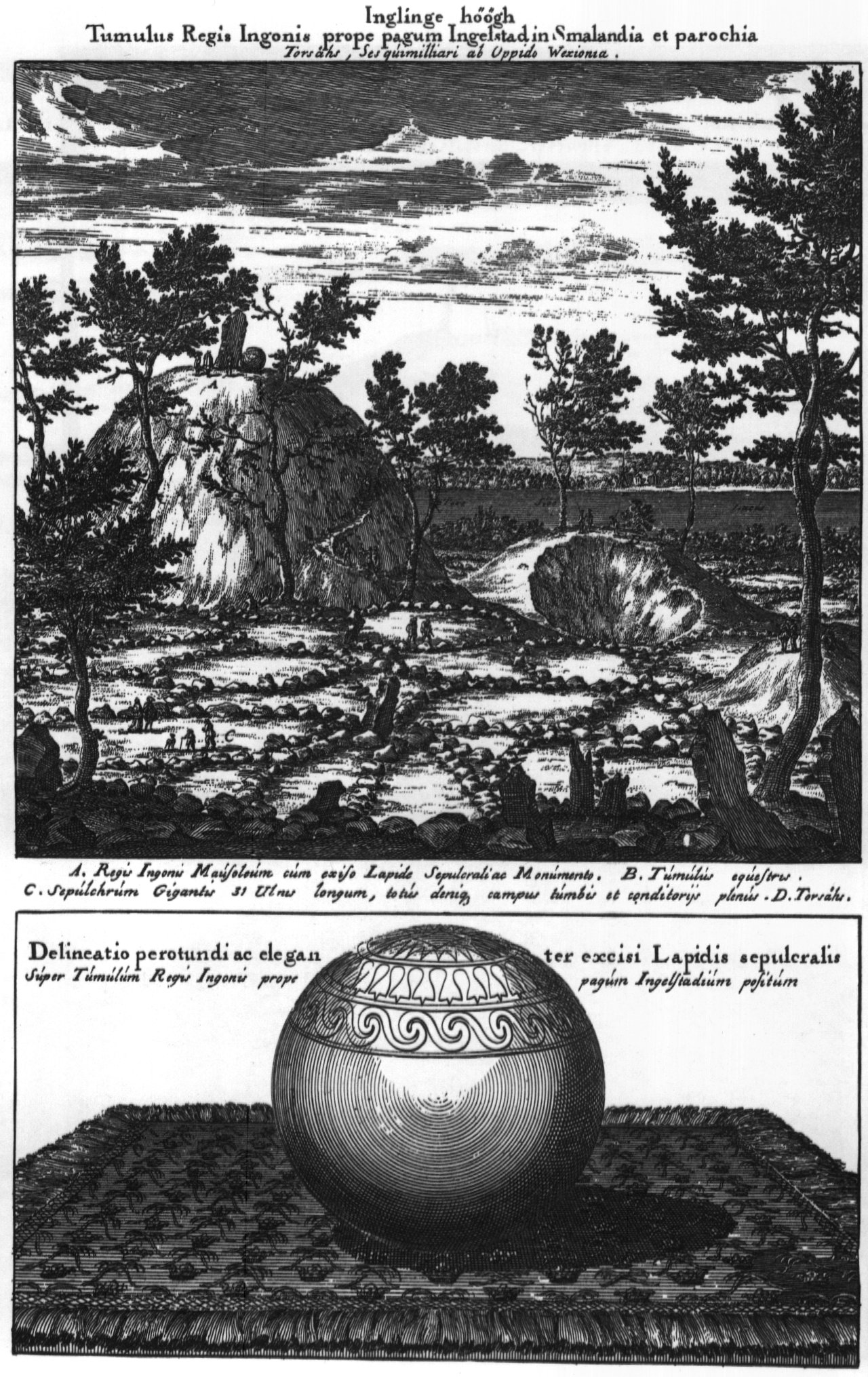
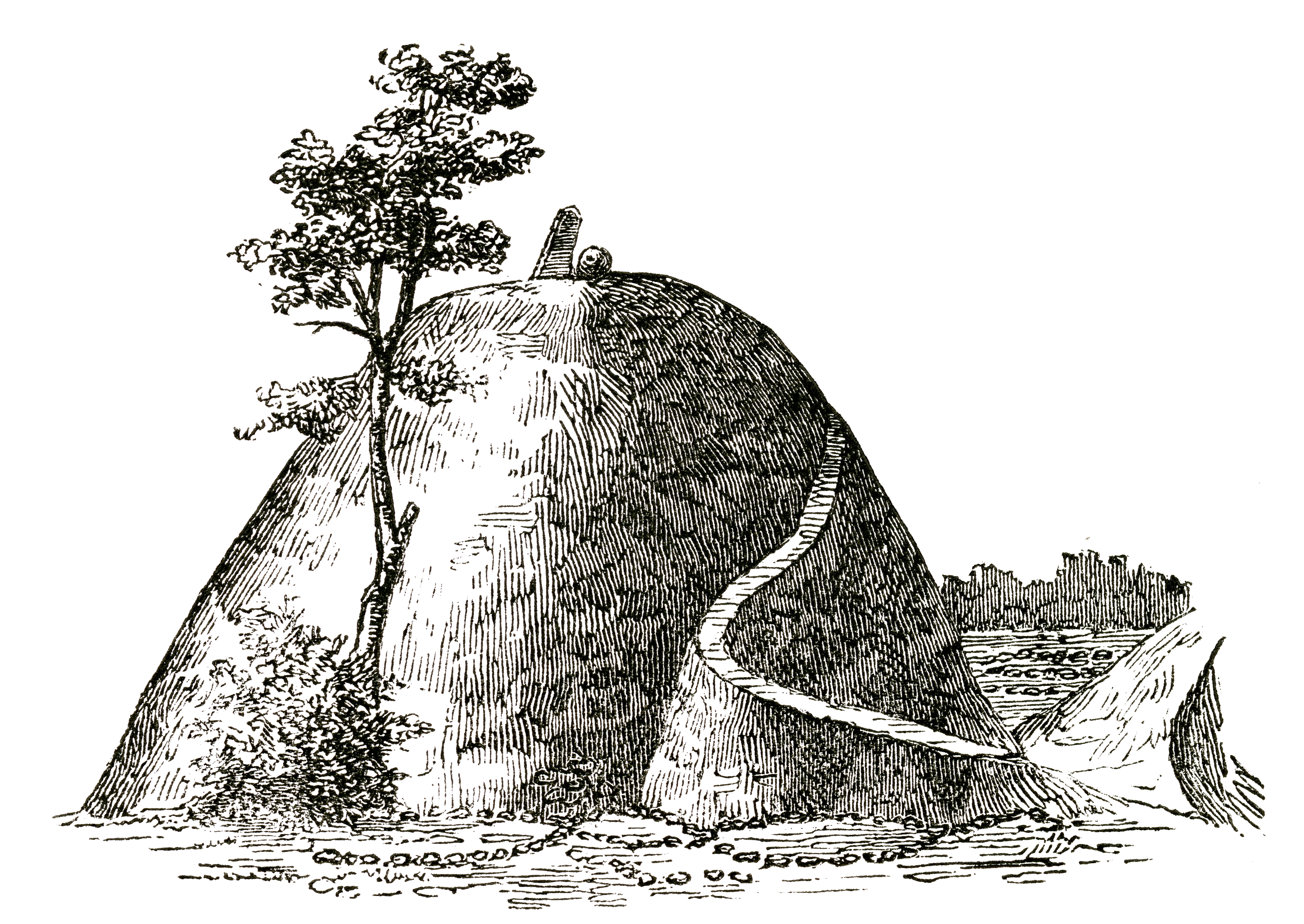
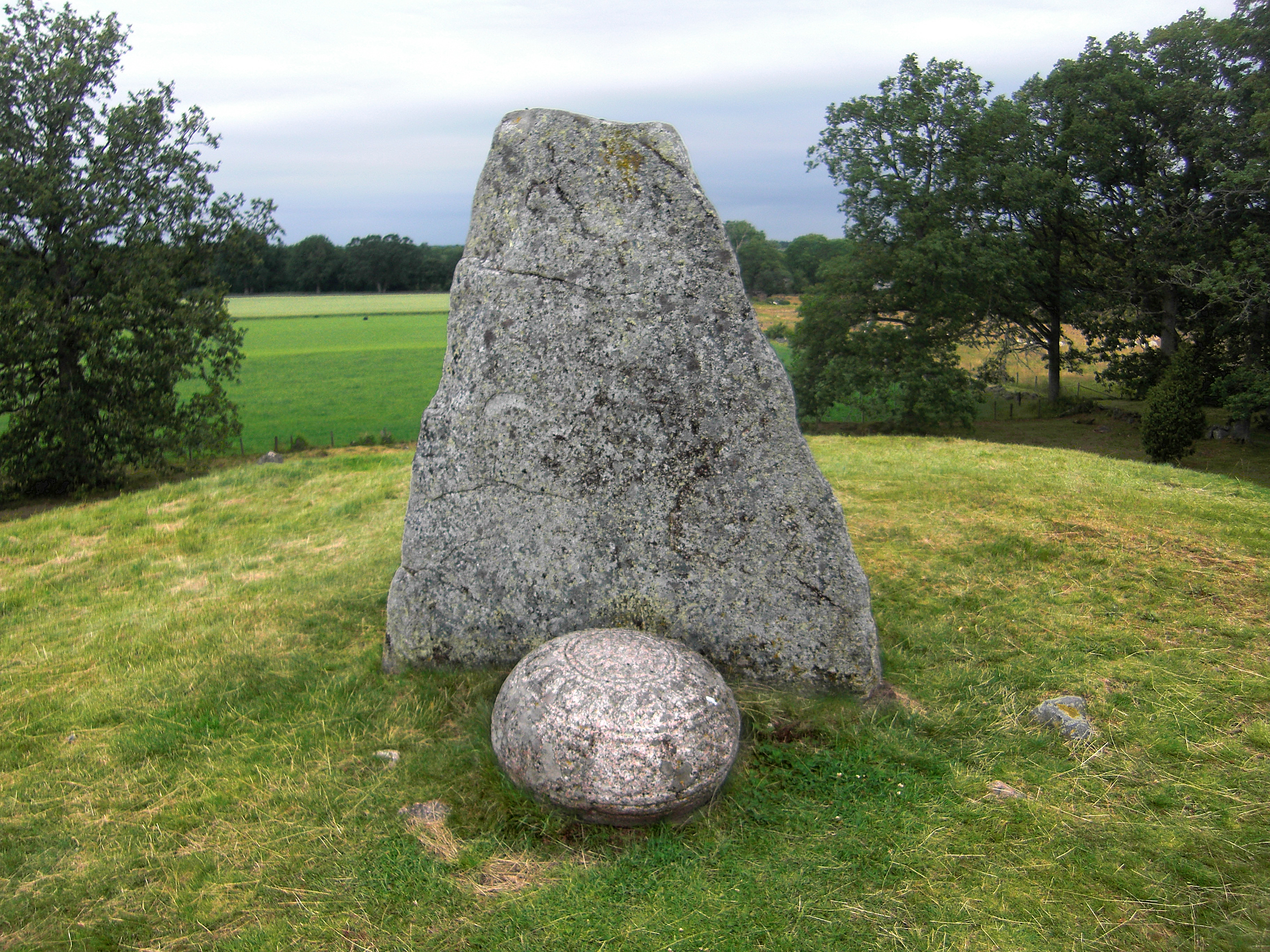
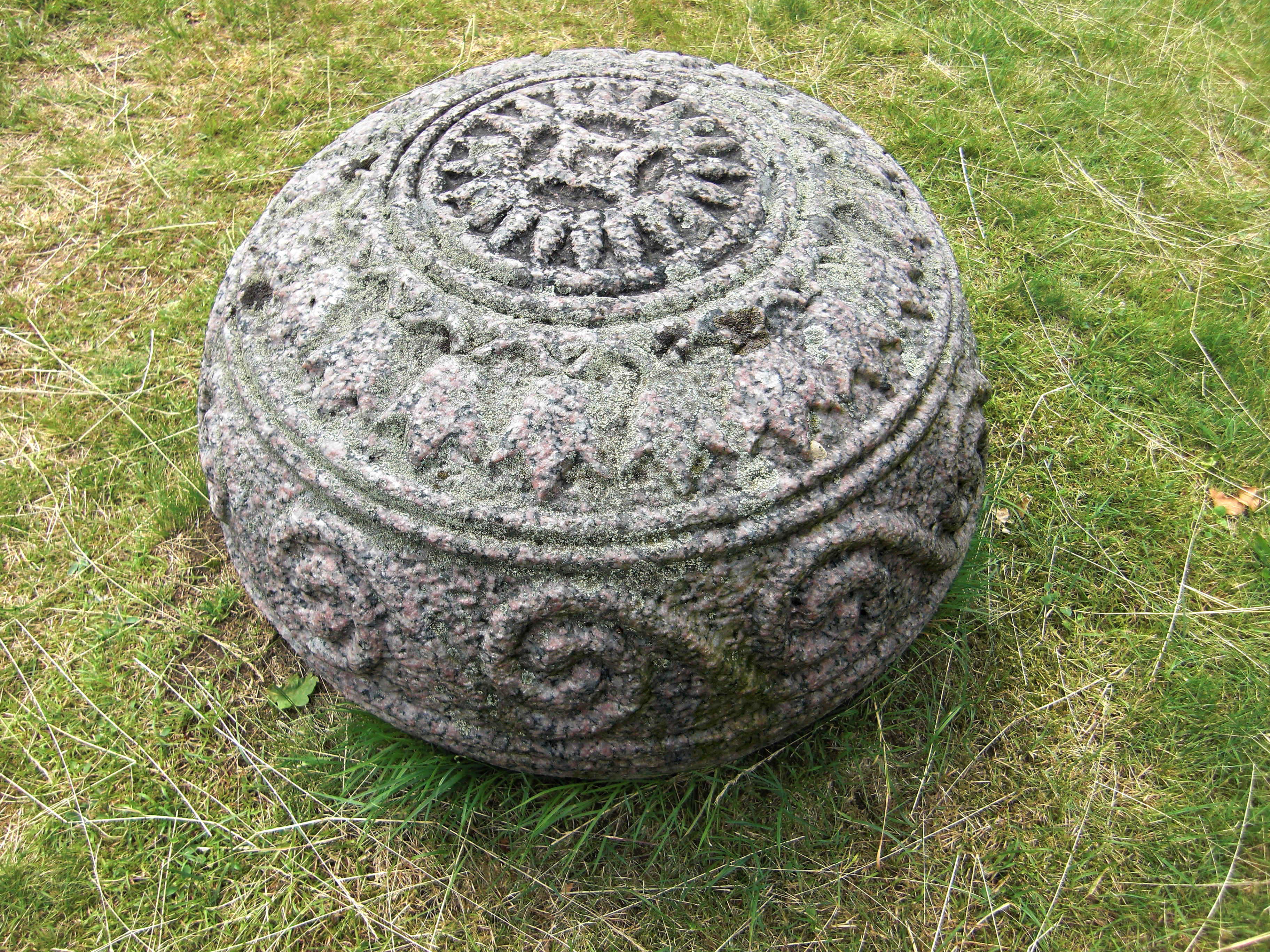